# Nyatsimba Mutota
 (juin 2016).
Nyatsimba Mutota (1400-v.1450) est un souverain de l’empire Monomotapa, dans le sud du Zimbabwe actuel au centre-nord du Mozambique. 
Sous sa direction, l’empire a commencé une période d’expansion militaire et conquête territoriale jusqu'à l’océan indien, qui fut suivi par son fils Matope après la mort de Mutota, en pleine bataille, au milieu du XVe siècle.

## Conquête et expansion
Les traditions orales de la région racontent que l’État du Monomotapa fut fondé par Mbire, le bisaïeul de Nyatsimba Mutota dans la moitié du XIVe siècle. Mbire serait ensuite le nom du lignage des souverains de Monomotapa. La majorité de la population appartenait au groupe des shona, plus précisément à la communauté Karanga, c’est-à-dire à des populations d’origine bantu. L’expansion a entraîné l’inclusion des autres populations, avec un statut suzerain, dans l’empire. La cour (dzimbabwe, dans la langue shona) a cependant toujours été bantoue.
Mutota déplace le siège du gouvernement central, du Zimbabwe actuel au nord de la Montagne Fura dans la rivière du Zambèze, et ensuite commence une série de campagnes d’expansion territoriale. Le changement de capitale a très probablement été provoqué par l’existence d’importants dépôts de sel dans la rivière du Zambèze, un bien très apprécié à l’époque, pour la consommation interne mais aussi pour le commerce avec les Arabes et après avec les Portugais.
Bien qu’on puisse situer la fondation officielle du royaume environ un siècle avant Monomotapa, ce n’est qu’au cours de son règne que le royaume gagne de la puissance politique et devient quelque chose de plus qu’une petite communauté de bergers, vivant dans la périphérie du royaume de Zimbabwe. C’est là que réside le plus étonnant de Mutota ; le fait qu’un chasseur à la tête d’une petite communauté vivant dans la frontière de l’empire de Zimbabwe, ait été capable, en quelques décennies, de fonder l’un des empires les plus grands du sud-est africain. L’unité de l’empire n’a pas été maintenue après la mort de Matope, mais l’État du Monomotapa a survécu jusqu'au XIXe siècle, et les autres royaumes nés de la conquête de Mutota ont été au centre de l’histoire de cette région de l’Afrique.
L’empire du Zimbabwe avait disparu un peu avant l’expansion Monomotapa, probablement à cause de l’épuisement des terres. Au moins au début, la population du royaume Monomotapa central était composée en grande partie par des bergers et chasseurs d’éléphantes, et non par des agriculteurs, ce qui a donné une énorme importance au bétail dans la politique des souverains du Monomotapa. Ils faisaient des cadeaux en bétail aux gouverneurs des provinces pour assurer leur soutien politique, ou parfois commençaient des guerres pour en obtenir, etc.
En 1861, un officier portugais, Albino Manoel Pacheco, recueillit une série de témoignages oraux sur l’origine du Monomotapa et sur Mutota, l’un d’eux disant que : « L’histoire de ce pays est (…) obscure. On sait seulement que des chasseurs d’éléphants (Uajero) venus de Changoé, sous la conduite d’un Noir résolu nommé Mutota (de la famille de Changamira), et attirés par les étoffes et le sel qui étaient répandus dans le pays (…) commencèrent la conquête de ce grand territoire, sans pouvoir l’achever du même coup, car la mort leur enleva leur chef au sommet de la serra Chitacoxagonha aux abords de la terre promise ».
D'autres témoignages et traditions oraux confirment que Mutota est mort lors d'une bataille, et les montagnes près de Pachecho où il a été tué ont encore des traces des peuplements du XV et XVIe siècle. Le nom a changé un peu : il s’écrit Chitakochangonya ; elles se trouvent à 16°25’ de latitude sud et à 30° 47’ de longitude est, dans le sud du Zimbabwe actuel.
Tout semble indiquer que Mutota est mort pendant une offensive contre les peuples Batonga. Cette tradition, assez coûteuse, de conduire les armées contre l’ennemi, provoquera la mort d’autres souverains du Monomotapa. Une reconstruction géographique des conquêtes de Mutota et de son fils laisse voir un itinéraire ouest-est, le but final étant de s’emparer de l'aval du fleuve Zambèze, près de la mer, pour pouvoir échanger du sel et l’ivoire avec les Portugais.
Mais sa mort, vers 1450, ne lui permettra pas de finir son projet de conquêtes. Son fils cependant parvient à achever son œuvre et à étendre l’empire jusqu'à l’océan Indien. Il est très probable que le premier à porter le titre de Monomotapa ait été Matope, le fils de Mutota.

## Legs impérial
Il semble que Mutota commence (ou au moins systématise) une forme d’échange qui probablement aura donné le nom à son royaume, et qui a articulé l´économie de l’empire au système d’échanges de l’océan Indien : bien que l’empire contrôle les anciennes régions de l’empire de Zimbabwe riches en mines d’or, Mutota n’est pas lui-même le propriétaire des mines, et il doit échanger l’or aux communautés minières contre le bétail, que devient une espèce de monnaie. L’or est ensuite transporté et vendu aux commerçants de la côte, arabes et portugais. Dans la mesure où Mutota et ensuite son fils Matope arrivent à contrôler un territoire qui s’étend des mines auriques jusqu'à la mer, ils jouent un rôle essentiel dans le système économique de l’océan Indien, comme relais entre l’arrière-pays et les ports. Puisque l’or est échangé pour du bétail, il semble qu’une partie importante des guerres commencées par Mutota ont été faites pour accaparer ce dernier.
Mutota semble avoir commencé une tradition qui donnera le nom à l’empire qu’il a fondé. Une fois qu'un peuple avait été conquis et acceptait la domination des envahisseurs, Mutota devait dormir avec une femme des vaincus, et lui engendrer un fils. Ce fils deviendrait alors, à la mort de son père, le nouvel empereur. Ce mécanisme politique semblait assurer aux vaincus qu’ils seraient politiquement pris en compte dans le royaume, et même qu’ils auraient le droit d’avoir la moitié de l’empire à venir, ce qui était particulièrement important dans une société matrilinéaire comme celle des peuples shona.
Cette théorie est appuyée par le fait que Monomotapa/Manamutapa a la double signification de « Enfant d’un esclave » et de « Maître de vassaux » ou même de « Grand Pillard », sans doute à cause de la pratique d’enlever une grande partie du bétail des peuples vaincus. Le terme s'applique au mode de succession et au titre du chef d’État en même temps.
Nyatsimba Mutota commence aussi la tradition de donner les terres conquises à ses fils et les faire gouverneurs des nouvelles provinces. Or dû au fait que ses fils ont été élevés par leurs mères, la succession provoque des problèmes et le soutien politique au nouvel empereur par les gouverneurs n’est pas assuré. Lors de la mort de Mutota l’empire tient, probablement parce que Matope avait beaucoup plus d’expérience que ses demi-frères. Mais cela n’est pas le cas lors de la mort de Matope, et l’un de ses fils, connu sous le nom de Changamire, se rebelle après la mort de son père. Selon le témoignage de Pinto de Miranda : « Alors qu’il gardait les troupeaux de l’Empereur Mucuombé, (Changamira) fut chargé de les mener sur le territoire d’Orobze ; là, il se rebella contre l’Empereur et réunit beaucoup d’hommes et d’armes ».
Les autres demi-frères se soulèvent aussi contre le gouvernement central : « Lorsque leur père mourut et qu’un autre de ses fils lui succéda, lequel vivait à la cour, les trois qui avaient été nommés gouverneurs se révoltèrent avec leurs provinces et refusèrent désormais d’obéir à ce Monomotapa, chacun d’eux soutenant que c’était à lui que revenait l’empire ».
Les trois nouveaux royaumes indépendants développent les échanges avec les Portugais et au moins celui de Changamire a survécu jusqu'au XIXe siècle, de même que le Monomotapa. Le dernier descendant de Mutota mourra lors d'une bataille contre les troupes anglaises en 1917.

## Débat sur son nom
Selon Albino Mael Pacheco, après sa mort, Mutota a été connu sous les noms de Nobesa/Nobeza et de Nhantengué, qui probablement avaient des significations liées à son prestige et importance, mais la signification exacte de ces vocables ne s'est pas transmise jusqu'à nous. Puisqu'il y a très peu de documents écrits sur les origines du royaume Monomotapa, il existe un débat important sur l’ordre et le nom des premiers souverains.
Par ailleurs, il y a une autre tradition orale, recueillie par Manoel Pacheco d’auprès une femme noble « de plus de cent ans » au XIXe siècle, qui le nomme Nobeza, mais qui le place comme le troisième souverain de l’empire Monomotapa – et non comme le quatrième ; le nom de son fils, traditionnellement écrit comme « Matope » est aussi changé pour celui de Mucuombé. Voici les quatre traditions généalogiques recueillies par W.G. Randles :
- Mutota Nemapangere Nemassengere
- Matope   Nemangoro Nemangoro
- Mocomba  Nobeza Nobeza
- Quesarymgo Mucuombé Nucuombé

L’explication la plus simple est que la deuxième et la troisième tradition prennent en compte les ancêtres de Mutota en tant que souverains du Monomotapa. Cela n’est pas complètement exact, parce que le fondateur du Monomotapa en tant qu’empire est Mutota, et avant lui il s’agitait tout simplement d’une petite communauté bergère. De toute façon, il ne semble pas avoir doute sur le fait que Mutota, Nobeza et Nobesa sont la même personne.